# Яджудж и Маджудж
Яджу́дж и Маджу́дж (араб. يأجوج ومأجوج — йа’джу́дж ва ма’джу́дж) — в исламской эсхатологии, племена, наводящие порчу на земле, живущие на крайнем востоке земли. Соответствуют библейским Гогу и Магогу.

## Внешний вид
Согласно преданию, Яджудж и Маджудж имеют огромные размеры. Некоторые из них имеют огромные уши, которыми можно закрыть тело, а другие низкие ростом и лица у них плоские. Алишер Навои в Хамсе описывает яджуджей с копной волос «семь прядей», огромными ушами, желто-черными лицами, кабаньими клыками и ржаво-красными бородами.

## Локализация
Алишер Навои помещает яджуджей к северу от Магриба по соседству со страной Фаранг. Яджуджи нападают через горную страну Кирван, которая является частью цепи Каф.

## Возведение преграды
Яджудж и Маджудж являются знамениями Судного дня и упоминаются в суре аль-Кахф.
По причине того, что народы Яджудж и Маджудж наводили порчу на земле, праведник Зуль-Карнайн возвёл между ними и остальным миром стену. Каждую ночь они роют подкоп под стену, но Аллах наутро уничтожает все, что они сделали.
Яджудж и Маджудж смогут разрушить стену после второго пришествия Исы ибн Марьям, и тогда они заполонят всю землю. Согласно Корану, Яджудж и Маджудж будут «устремляться вниз с каждой возвышенности».

## Война
После того, как Иса ибн Марьям победит Даджжаля, он поведёт верующих на войну против племён Яджудж и Маджудж, которые к этому времени покорят всю землю и убьют огромное количество людей. Яджудж и Маджудж выпьют всю воду из больших рек и озёр, и станут стрелять по небесам. 'Иса ибн Марьям и его армия не смогут победить их, и тогда они будут молить Аллаха о помощи. В ответ на мольбу Аллах пошлёт на племена Яджудж и Маджудж червей, которые закупорят их носы, рты и уши.